# Matriz de Camaragibe
Matriz de Camaragibe este un oraș în unitatea federativă Alagoas (AL) din Brazilia.